# ميادة الحناوي
ميادة الحناوي (مواليد 8 أكتوبر 1959) هي مغنية سورية، عاشت سنوات من حياتها في مصر حيث تعاونت مع العديد من الملحنين المصريين المشهورين مثل بليغ حمدي الذي أبدع لها ألحانًا خالدة، إضافة الى آخرين مثل محمد الموجي، ومحمد عبد الوهاب، الذين ألفوا مسرحيات غنائية شهيرة لأغانيها. لُقِّبت بمطربة الأجيال، لأنها أدركت ثلاثة أجيال من الملحِّنين الكبار.

## سيرتها
ولدت في مدينة حلب سنة 1959، وصنفت في الصف الأول بين المطربات العرب حيث غنت في صغرها وأعاد اكتشافها الموسيقار محمد عبد الوهاب عندما استمع إلى صوتها في إحدى سهراته بمصيف بلودان بسوريا، الذي كان يحرص على زيارتهِ والاستجمام فيه كل صيف ويعرف مصيف بلودان بأنه «مصيف المشاهير»، حيث كان عبد الوهاب صديق شخصي لوزير الدفاع السوري آنذاك عدنان دباغ ، والذي كان زوجاً للفنانة ميادة الحناوي عام 1977 وخلال السهرة استمع موسيقار الأجيال لصوت ميادة وأبدى إعجابه الشديد بصوتها الجميل وتم الاتفاق أن تزور مصر لتنطلق منها فنيا، وهو ما رفضتهُ ميادة آنذاك معربة عن رفضِها لفكرة احتراف الفن.
للفنانة ميادة شقيقة اسمها فاتن حناوي اشتَهَرت بأنها مطربة سورية مقبلة نحو الشهرة، فهي تتمتَّع بصوت من أجمل الأصوات، وبعد وفاة زوج السيدة ميادة الحناوي حضرت إلى مصر بمرافقة أخيها السيد عثمان الحناوي وأقامت بشقة في القاهرة، وجهز لها الموسيقار محمد عبد الوهاب ألحانًا خاصَّة لها، وبقيت ميادة قراية عامين وهي تتجهَّز للانطلاق لعالم الشهرة.

## شهرتها
اكتسبت ميادة الحناوي شهرة بعد أن صدرت أغانيها عن طريق الكاسيت وإذاعة أغاني مصورة بالفيديو عبر شاشة التلفاز، وكانت تقدم حفلاتها في الكثير من البلاد العربية برفقة فرقة الفجر بقيادة المايسترو أمين الخياط وتذاع وتعرض حفلاتها وأغانيها على كافة المحطات العربية، وكانت الألحان ترسل لها على شريط كاسيت من الملحن وكبار الملحنين العرب والمصريين وتتدرب عليها ميادة في دمشق وتسجلها. وعند إتمام الاستعدادات تسافر هي والملحن وفريق العازفين بأكمله للتسجيل باليونان حيث كان يرافقها المنتج الفنان محسن جابر وأصبحت ميادة أشهر المطربات في زمانها.

## مع العمالقة
تعاملت ميادة خلال هذه الفترة مع كبار الملحنين بمصر على رأسهم الفنان الكبير محمد الموجي والذي أطلقت معه أولى أغانيها مما أغضب الموسيقار محمد عبد الوهاب وجعله يسحب منها أغنية «في يوم وليلة» لتذهب للفنانة وردة، وتعاملت ميادة أيضا مع العباقرة محمد سلطان وحلمي بكر، ولكن كانت انطلاقتها الكبرى مع الموسيقار بليغ حمدي. أما أغنية نعمة النسيان فهي من ألحان الفنان عازف الأكورديون فاروق سلامة الذي كان يعزف في فرقة أم كلثوم وعبد الحليم حافظ وهو شقيق الملحن جمال سلامة.
غنت ميادة مع بليغ حمدي أروع أغانيها الطربية مثل "أنا بعشقك" - "الحب إلى كان" - "أنا اعمل إيه" - "سيدي أنا" " مش عوايدك" فاتت سنة" وغيرها من أروع الأغاني التي حققت لها انتشارا كبيرا بالعالم العربي وأيضا بين الجاليات العربية بأميركا وأوروبا حيث كانت ترافقها عدسات كبرى المجلات العربية في حفلاتها وعلى رأسهم مجلة "الموعد" ممثلة بالكاتب الكبير محمد بديع سربيه الذي غنت ميادة أيضًا من أشعاره وقال عن نجاحها: "ميادة حققت في ثلاث سنوات ما حققته وردة الجزائرية في ثلاثين عامًا".

## بداية التسعينيات
بعد رحيل الأب الروحي لميادة بليغ حمدي الذي وهبها آخر لحن له «عندي كلام» من كلمات الشاعر عبد الرحمن الحوتان بدأت ميادة في تغيير جلدها الفني بالتعاون مع الجيل الجديد من الشعراء والملحنين وبدأت بالتعاون مع الموسيقار سامي الحفناوي في ألبوم «غيرت حياتي» الذي شكل بداية غناء ميادة للأغاني الطربية القصيرة وقامت بتصوير كليب «غيرت حياتي» وهي الأغنية التي حققت انتشارًا لميادة الحناوي بين جيل جديد من الشباب.
توالى بعد ذلك تعاونها مع الملحنين الشباب ومنهم صلاح الشرنوبي الذي أطلقت معه «أنا مخلصالك»، و«مهما يحاولو يطفو الشمس».
وحرصت ميادة على التعاون مع الملحنين الكبار الذين قدموا لها أجمل الألحان إلى جانب الشباب وأطلقت مع محمد سلطان ألبوم «هو مش أنا» ومع الموسيقار عمار الشريعي «متجربنيش» ومع الموسيقار الكبير خالد الأمير الذي عاد للساحة الفنية عام 1998 مع ميادة بألبوم «أنا مغرمة بيك».
في عام 1999 صدر ألبوم «توبة» لميادة الحناوي من ألحان الموسيقار صلاح الشرنوبى وغابت بعدها ميادة لأسباب شخصية.
أصدرت ألبوم «عرفوا إزاي» الذي تم تسجيله عام 2000 وظل يتأجل 4 سنوات كاملة ليصدر في نهاية عام 2004 والذي صورت منه كليب واحد وهي أغنية توبة.
خلال تلك الفترة أحيت ميادة العديد من الحفلات الناجحة في سوريا ومصر والعالم العربي آخرها كان حفل قرطاج عام 2005 والذي حضره 13 ألف متفرج وكانت ميادة نجمة الحفل الوحيدة.

## عودة جديدة

### في عام 2007
أصدرت ميادة أغنيتين وطنيتين الأولى لسوريا بعنوان «يا شام» وتبعتها أغنية مهداة منها للبنان بعنوان «بيروت يا عروس الشرق» وكلا القصيدتين من كلمات الشاعر نبيل طعمه وألحان الملحّن الشاب خالد حيدر.
تبعه في بداية عام 2008 أوبريت في دمشق «يسلم ترابك يا شام» ألحان هيثم زياد وشاركها فيه هاني شاكر ولطيفة وعاصي الحلاني وحسين الجسمي.
وشاركت أيضا الفنانة ميادة الحناوي في برنامج «امير الشعراء» لقناة أبوظبي وأحيت حفلا على هامش البرنامج مع الفنان مروان خوري

### عامي 2014، 2015
عادت ميادة الحناوي إلى الغناء الطربي بعد غياب 9 سنوات تقريبا لم نشهد فيها إلا الأغاني الوطنية وكانت آخر حفله خاصه لها في حفلة قرطاج عام 2005، وتصدر ألبومها الجديد العام الحالي الذي ومنه أغنية (عيني) التي قامت بتسجيلها العام الماضي من ألحان الجزائري نبلي فاضل. وتتبعها بأغنية (روح بس تعالى) في الأوقات القادمة، وغنت قصيدة كردستان موطن الأبطال للشاعر محمد مهدي الجواهري وألحان هلكوت زاهير.

## ميادة في سطور
- الموسيقار السنباطي قال عنها: «يسعدني كما بدأت حياتي مع أم كلثوم أن انهيها مع ميادة الحناوي» واعطاها لحن قصيدته «اشواق» ولحن لها رائعته «ساعة زمن».
- الاعلامي محمد بديع سربية أطلق على ميادة لقب «مطربة الجيل».
- الموسيقار الكبير بليغ حمدي كتب اغنيتين لها وهما «أنا بعشقك» و«الحب إلى كان» وكلاهما كتبا لميادة الحناوي.
- ميادة الحناوي أول مطربة عربية تسجّل أغانيها بنظام التراكات الذي يسمح بتسجيل اللحن على تراك والغناء على تراك آخر.
- ميادة الحناوي أول مطربة عربية تطلق أغانيها على اسطوانات ليزر.
- الشاعر الفلسطيني رامي أبو صلاح، نظم لها قصيدةً في ذكرى ميلادها وكثيرون آخرون منحوها ألقاباً رائعة لروعة فنها وأصالته ورقيّه.

## وصلات خارجية
- ميادة الحناوي على موقع ميوزك برينز (الإنجليزية)
- ميادة الحناوي على موقع أول ميوزيك (الإنجليزية)
- ميادة الحناوي على موقع ديسكوغز (الإنجليزية)